# Henry Harrisse
Henry Harrisse (18. maj 1829 i Paris — 13. maj 1910 sammesteds) var en fransk-amerikansk skribent. 
Harrisse var oprindelig advokat i New York, men bosatte sig senere i sin fødeby, hvor han udelukkende helligede sig litterær virksomhed. Hans navn er særlig knyttet til studiet af Amerikas tidligste opdagelseshistorie, og han ansås for at være en af de bedste kendere af Columbus' liv og opdagelser, dog har han også behandlet Giovanni og Sebastiano Cabotos samt Miguel og Gaspar Corte-Reals togter. Hans hovedværk er Bibliotheca Americana vetustissima (1866), samt Christophe Colomb, son origine, sa vie, ses voyages, sa famille et ses descendants (Paris 1884).